# Theodore W. Schultz

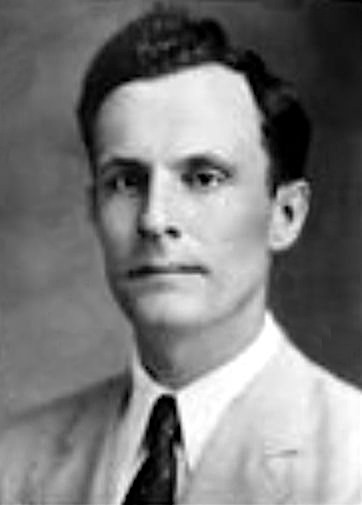
Theodore W. Schultz (Aufnahme vor 1945)

Theodore W. Schultz (Theodore William Schultz; * 30. April 1902 bei Arlington, South Dakota; † 26. Februar 1998 in Evanston, Illinois) war ein amerikanischer Ökonom.
Theodore William Schultz erhielt 1979 zusammen mit William Arthur Lewis den Preis für Wirtschaftswissenschaften der schwedischen Reichsbank im Gedenken an Alfred Nobel.

## Leben
Schultz besuchte ab 1921 das South Dakota State College, um Landwirtschaft zu studieren. Nach dem Abschluss 1927 ging er an die University of Wisconsin–Madison, an der er 1930 in Agrar-Ökonomie (Agricultural Economics) promoviert wurde. 1930 bis 1943 lehrte er am Iowa State College und 1946 bis 1961 war er Professor an der University of Chicago. 1958 wurde er in die American Academy of Arts and Sciences gewählt, 1962 in die American Philosophical Society und 1974 in die National Academy of Sciences.
Im Jahr 1960 stand Schultz der American Economic Association als gewählter Präsident vor.

## Forschung
In seinen Arbeiten zeigte er den Zusammenhang des Bildungsniveaus der Bevölkerung mit dem wirtschaftlichen Wohlstand auf und plädierte für ein Bildungsprogramm für Entwicklungsländer. Unter anderem untersuchte er, warum Japan und Deutschland sich nach dem Zweiten Weltkrieg schneller erholten als z. B. Großbritannien und führte das auf gute Gesundheitsfürsorge und Erziehung zurück. Er war einer der Begründer der Humankapitaltheorie. Wichtige Arbeiten erstellte er auch auf dem Gebiet der Agrarökonomie.

## Ehrungen
- 1972: Francis-A.-Walker-Medaille der American Economic Association[3]

## Veröffentlichungen
- Redirecting Farm Policy, Macmillan 1943
- Agriculture in an unstable economy. McGraw Hill 1945
- The Economic Organization of Agriculture. McGraw Hill 1953
- The Economic Value of Education. Columbia University Press 1963
- Transforming Traditional Agriculture. Yale University Press 1964
- Economic Growth and Agriculture. McGraw Hill 1968
- Investment in Human Capital. The Role of Education and of Research. New York: Free Press 1971
- Human Resources, Human Capital. Policy issues and research opportunities. New York: National Bureau of Economic Research 1972
- Investing in People. The Economics of Population Quality. University of Chicago Press, 1981
  - In Menschen investieren. Die Ökonomik der Bevölkerungsqualität. Mohr, Tübingen 1986, ISBN 3-16-944837-4
- The Economics of Being Poor, Blackwell Publishers 1993
- Origins of Increasing Returns, Blackwell Publishers 1993